# دهستان حومه (سملقان)
دهستان حومه، یکی از دهستان‌های بخش مرکزی شهرستان سملقان در استان خراسان شمالی ایران است. مرکز این دهستان، روستای اسلام‌آباد کرد است.

## جمعیت
بر پایه سرشماری عمومی نفوس و مسکن در سال ۱۳۹۵، جمعیت دهستان حومه برابر با ۱۴٬۷۲۵ نفر بوده‌است.